# Phra Nakhon Si Ayutthaya (huyện)
Phra Nakhon Si Ayutthaya (tiếng Thái: พระนครศรีอยุธยา, phát âm [pʰráʔ ná(ʔ).kʰɔ̄ːn sǐː ʔā.jút.tʰā.jāː]) là huyện thủ phủ (Amphoe Mueang) của tỉnh Ayutthaya, miền trung Thái Lan.

## Lịch sử
Trước đây, huyện này có tên Rop Krung (รอบกรุง), lập năm 1897. Tên huyện đã được đổi thành Krung Kao (กรุงเก่า) năm 1917. Năm 1957, tên đã được đổi thành Phra Nakhon Si Ayutthaya. để kỷ niệm thủ đô cũ của Vương quốc Ayutthaya. 

## Địa lý
Các huyện giáp ranh (từ phía bắc theo chiều kim đồng hồ) là Bang Pahan, Nakhon Luang, Uthai, Bang Pa-in, Bang Sai và Bang Ban.

## Hành chính
Huyện này được chia thành 21 phó huyện (tambon). Ngoài thành phố (thesaban nakhon) Ayutthaya, còn có các khu vực đô thị khác như Ayothaya là một thị xã (thesaban mueang) nằm trên một phần của tambon Phai Ling, Hantra và Khlong Suan Phlu.
| Số TT | Tên              | Thai       | Dân số |
| ----- | ---------------- | ---------- | ------ |
| 1.    | Pratu Chai       | ประตูชัย     | 16.155 |
| 2.    | Kamang           | กะมัง       | 1.458  |
| 3.    | Ho Rattanachai   | หอรัตนไชย   | 11.671 |
| 4.    | Hua Ro           | หัวรอ       | 12.427 |
| 5.    | Tha Wasukri      | ท่าวาสุกรี    | 8.756  |
| 6.    | Phai Ling        | ไผ่ลิง       | 15.232 |
| 7.    | Pak Kran         | ปากกราน    | 5.526  |
| 8.    | Phukhao Thong    | ภูเขาทอง    | 2.748  |
| 9.    | Samphao Lom      | สำเภาล่ม    | 6.368  |
| 10.   | Suan Phrik       | สวนพริก     | 3.941  |
| 11.   | Khlong Takhian   | คลองตะเคียน | 4.798  |
| 12.   | Wat Tum          | วัดตูม       | 4.219  |
| 13.   | Hantra           | หันตรา      | 7.261  |
| 14.   | Lumphli          | ลุมพลี       | 5.083  |
| 15.   | Ban Mai          | บ้านใหม่     | 4.415  |
| 16.   | Ban Ko           | บ้านเกาะ    | 4.892  |
| 17.   | Khlong Suan Phlu | คลองสวนพลู  | 6.605  |
| 18.   | Khlong Sa Bua    | คลองสระบัว  | 4.380  |
| 19.   | Ko Rian          | เกาะเรียน   | 2.619  |
| 20.   | Ban Pom          | บ้านป้อม     | 6.504  |
| 21.   | Ban Run          | บ้านรุน      | 1.409  |